# Yoshida Masayoshi
Masayoshi Yoshida (sinh ngày 4 tháng 8 năm 1982) là một cầu thủ bóng đá người Nhật Bản.

## Sự nghiệp câu lạc bộ
Masayoshi Yoshida đã từng chơi cho Kyoto Purple Sanga, Ventforet Kofu, Sagawa Express Kyoto, FC Kariya và Matsumoto Yamaga FC.